# Геноцид племен гереро і нама

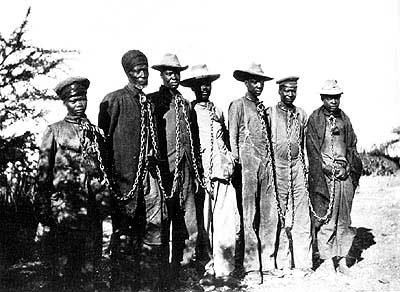
Гереро, закуті німецькими військами в ланцюги, 1904

Геноцид племен гереро і нама — знищення в 1904–1907 роках колоніальними військами кайзерівської Німеччини близько 65 тис. (до 80 %) людей з племені гереро (банту) і 10 тис. (50 %) осіб племені нама (готтентоти) в тодішній Німецькій Південно-Західній Африці на території сучасної Намібії в ході жорстокого придушення народного повстання. 1985 року доповідь ООН віднесла знищення племен до актів геноциду, порівнюючи його з нацистським геноцидом євреїв. 2004 року Німеччина визнала вчинення геноциду в Намібії.
1884 року, після того, як Британія дала зрозуміти, що не має зацікавленості в територіях Намібії, Німеччина оголосила їх власним протекторатом. Колонізатори використовували рабську працю місцевих племен, захопивши землі і ресурси країни (алмази).

## Початок повстання
В 1903 році гереро і нама під проводом Самуеля Магареро і Хендріка Віттбоя почали повстання, убивши близько 120 німців, включаючи жінок і дітей. Німецькі війська чисельністю 14 000 солдатів під командуванням генерала Лотара фон Трота почали придушення повстання. Експедицію профінансував Deutsche Bank і спорядила фірма «Вурманн».
У жовтні 1903 році фон Трота пред'явив ультиматум: «Всі гереро повинні покинути цю землю … Будь гереро, виявлений в межах німецьких володінь, будь він озброєний або беззбройний, з домашніми тваринами або без, буде застрелений. Я не буду приймати більше ні дітей, ні жінок. Я буду відправляти їх назад до своїх одноплемінників. Я буду стріляти в них».
В битві при Ватерберзі німецькі війська розбили основні сили повстанців, втрати яких склали 3-5 тисяч. Британія запропонувала повсталим притулок у Бечуаналенді на території сучасної Ботсвани, і кілька тисяч людей почали перехід через пустелю Калахарі. Ті, хто залишився, потрапили до концтаборів, змушені були працювати на німецьких підприємців. Багато хто загинув від непосильної праці та виснаження. Як зазначало в 2004 році німецьке радіо Deutsche Welle, «саме в Намібії німці вперше в історії застосували метод утримання ув'язнених чоловіків, жінок і дітей в концтаборах. У ході колоніальної війни плем'я гереро було майже повністю винищено і становить сьогодні в Намібії лише невелику частку населення». Є також відомості, що жінки племен були зґвалтовані і примушені до заняття проституцією. Згідно з доповіддю ООН від 1985 року, німецькі війська знищили три чверті племені гереро, в результаті чого його чисельність скоротилася з 80 тисяч до 15 тисяч виснажених біженців.
Російський історик-африканіст Аполлон Давідсон порівнював знищення африканських племен з іншими діями німецьких військ, коли кайзер Вільгельм II давав поради німецькому експедиційного корпусу в Китаї: «Пощади не давати! Полонених не брати. Вбивайте, скільки зможете! <…> Ви повинні діяти так, щоб китаєць вже ніколи не посмів косо подивитися на німця». Як писав Давідсон, "за наказом того ж імператора Вільгельма, повсталий проти німецького панування народ гереро вогнем кулеметів загнали в пустелю Калахарі і прирекли десятки тисяч людей на загибель від голоду і спраги. Навіть німецький канцлер фон Бюлов обурився і сказав імператору, що це не відповідає законам ведення війни. Вільгельм незворушно відповів: «Законам війни в Африці це відповідає».
28 травня 2021 року Німеччина принесла вибачення за геноцид, пообіцявши виплатити 1,1 млрд як фінансову підтримку Намібії. Гроші було заплановано виплачувати протягом 30 років, їх мають використати на інфраструктурні проєкти, охорону здоров'я і навчання. Рішення було прийнято після п'ятирічних переговорів з владою Намібії..